# Костёр
Костёр — огонь, разведённый на открытом воздухе.
Представляет собой горящие материалы: дрова, хворост и другие, сложенные особым образом. Может носить ритуальное и пропагандистское (например пионерский костёр) значение. В утилитарных целях используется для освещения и обогрева, приготовления пищи, отпугивания диких животных, для технологических процессов (изготовление угля, обжиг керамики и так далее), для уничтожения мусора, для сигнализации и ориентирования (например, в сторожевой башне, для посадки самолёта в отсутствие обустроенной взлётно-посадочной полосы)

## Кострище
Место, где когда-то горел костёр, а также место, специально предназначенное для разведения костра называется костри́ще. Так, кострищами называются следы больших первобытных костров, разводимых обычно в пещерах.
Ныне для разведения костров законодательством предъявляется ряд требований (например, тщательно выбранное место, в котором невозможно случайное воспламенения травы или леса).

## Виды

### Походный костёр
Основная статья: Походный костёр.

### Ритуальный костёр
Костёр часто был и продолжает оставаться ритуальной формой. Он — неотъемлемая часть многих календарных, а также семейных, хозяйственных, лечебных и других обрядов. Большая часть костров приурочена к праздникам весенне-летнего цикла (от Масленицы до Петрова дня), реже их жгут в другое время (осенью, под Рождество или Новый год).
Календарный костёр представляет собой:
1. груду горючего материала (собственно костёр),
2. жердь (часто с укреплёнными на ней предметами, например колесом[1]), срубленное или растущее дерево, пучок веток или зелени,
3. факелы или предметы, их имитирующие,
4. горящие стрелы или «шайбы».

Помимо стационарных костров практикуется катание по земле горящих колёс, бочек, бревен, а также пускание костра по воде (например, в Финляндии на Юханнус). Наиболее характерным для общесельских костров является сочетание нескольких форм.
Календарным кострам придаётся смысл очистительного действия. Это заметно по обыкновению сжигать в костре остатки ритуальной пищи, культурных растений, все вышедшие из употребления предметы, даже те, которые не горят. Для некоторых видов календарных костров очистительное значение было главенствующим: таковы восточнобалканские мартовские костры, когда люди чистили дворы и сады и сжигали мусор.
В индуистских странах используется для процесса кремации.
Другие виды:
- Пасхальный костёр — костёр на христианский праздник Пасха.
- Купальский костёр — костёр на праздник Ивана Купалы.
- Греть покойников — костёр у русских на христианский праздник Рождество.
- Бадняк — костёр у южных славян на христианский праздник Рождество.
- Лаг ба-Омер — еврейский праздник, на который зажигают костры.